# Ропп (Франция)
Ропп (фр. Roppe) — форт, часть оборонных сооружений Бельфора.
Был построен между 1875 и 1877 годами. Форт является частью второго кольца обороны вокруг города Бельфора на северо-востоке Франции. Эти укрепления были построены с учётом усиления артиллерии в конце XIX века.

## Вторая Мировая Война и современность
В июне 1940 года в течение Французской кампании 400 человек укрылись в Форте Ропп и продержались три дня перед тем как сдаться.
Форт остаётся собственностью французской армии. Вход остаётся запрещённым для общественности, но несмотря на то, что форт не используется, он находится в хорошем состоянии.